# Anomis illitoides
Anomis illitoides là một loài bướm đêm trong họ Erebidae.